# 가우스 곡률
가우스 곡률(Gauß曲率, 영어: Gaussian curvature)은 곡면의 한 점의 굽은 정도를 나타내는 척도로서, 그 점의 두 주곡률의 곱이다. 가우스의 빼어난 정리에 따르면, 가우스 곡률은 내재적이다. 즉, 오직 곡면에서 거리가 어떻게 측도되는지에만 의존한다. 기호는 라틴 문자 {\displaystyle K}다.

## 정의

### 외재적 정의
3차원 유클리드 공간에 매장된 곡면의 가우스 곡률 {\displaystyle K}는 그 두 주곡률 {\displaystyle \kappa _{1},\kappa _{2}}의 곱이다.
{\displaystyle K=\kappa _{1}\kappa _{2}}
가우스 곡률은 모양 연산자의 행렬식으로 정의할 수도 있다. {\displaystyle \mathbb {R} ^{3}} 안에 있는 곡면 위의 점 {\displaystyle \mathbb {p} }에서 모양 연산자 {\displaystyle S}가 주어지면, 가우스 곡률 {\displaystyle K}는 다음과 같다.
{\displaystyle K(\mathbf {p} )=\det(S(\mathbf {p} ))}
{\displaystyle \mathbb {R} ^{3}} 안에 있는 곡면의 가우스 곡률은 제1 기본 형식의 행렬식에 대한 제2 기본 형식의 행렬식의 비로 표현할 수도 있다.
{\displaystyle K={\frac {\det {\text{II}}}{\det {\text{I}}}}}

### 내재적 정의
가우스 곡율은 가우스의 빼어난 정리에 따라 내재적인 값이며, 따라서 내재적으로 정의할 수 있다. 2차원 리만 다양체의 리만 곡률 텐서와 리치 곡률 텐서는 오직 하나의 독립된 성분만을 가지며, 다음과 같다.
{\displaystyle R_{\mu \nu \rho \sigma }=K(g_{\mu \rho }g_{\nu \sigma }-g_{\mu \nu }g_{\rho \sigma })}
{\displaystyle \operatorname {Ric} _{\mu \nu }=Kg_{\mu \nu }}
이 경우 계수 {\displaystyle K}가 가우스 곡률이다.

## 성질

### 가우스의 빼어난 정리
가우스의 빼어난 정리란 가우스 곡률은 곡면이 유클리드 공간에 어떻게 매장돼 있는지에 관계없다는 사실이다. 다시 말해, 가우스 곡률은 곡면의 등거리변환에 불변이다. 가우스 곡률은 제1 기본 형식을 앎으로써 얻어질 수 있으며, 제1 기본 형식과 그것이 1·2계도 편미분 함수로 표현된다. 곧, 제2 기본 형식의 행렬식도, 이와 마찬가지로, 제1기본형식으로 표현될 수 있다. 이 정리가 놀라운 것은, 가우스 곡률의 정의는 곡면이 공간에 어떻게 포함되는지에 의존하지만, 그 결과로 나오는 가우스 곡률 그 자체는 오직 곡면의 내적으로만 결정되며 그 외의 어떠한 정보도 필요하지 않다는 점이다. 곧, 가우스 곡률은 내재적 불변량이다.

### 가우스-보네 정리
가우스-보네 정리는 오일러 지표를 가우스 곡률로 나타내는 정리다. 이에 따르면, (경계가 없는) 곡면 {\displaystyle M}의 오일러 지표 {\displaystyle \chi }는 다음과 같다.
{\displaystyle 2\pi \chi =\int _{M}dA\;K}.
여기서 {\displaystyle K}는 가우스 곡률이다. 이는 국소적인 기하학적 성질인 가우스 곡률과 위상적인 성질인 오일러 지표를 관련짓는다.
이를 경계를 지닌 곡면의 경우로 일반화하면 다음과 같다.
{\displaystyle 2\pi \chi =\int _{M}dA\;K+\int _{\partial M}ds\;k_{\mathrm {g} }}
여기서 {\displaystyle k_{\mathrm {g} }}는 곡면의 경계의 측지적 곡률(geodesic curvature)이다.

## 같이 보기
- 지구 반경
- 단면 곡률
- 평균곡률
- 리만 곡률 텐서
- 주곡률